# کیوکو فوکادا
کیوکو فوکادا (انگلیسی: Kyoko Fukada؛ زادهٔ ۲ نوامبر ۱۹۸۲) هنرپیشه، مانکن و خواننده اهل ژاپن است.